# Bygd
Bygd (fra norrønt bygð, at bygge eller bebygget) er et fællesnordisk ord for et bebygget eller dyrket sted. Ordet bruges om en gård, landsby, et mindre beboet distrikt eller en egn, der har så stor social og administrativ sammenhæng, at man betragter indbyggerne og området under ét. Inden for dansk middelalderhistorie omtaler man f.eks. visse grupper af landsbyer som "skovbygder" i modsætning til de mere gængse samlinger af landsbyer i det åbne land. Betegnelsen bygd bruges stadig i stedet for landsby i Norge, på Grønland og på Færøerne.
Tidligere var boplads den almindeligt brugte danske betegnelse for en mindre grønlandsk bebyggelse. Denne betegnelse blev afløst af udsted, der nu er erstattet af bygd.
På svensk betegner en bygd både en landsby og en egn. Betegnelserne landsbygd og skogsbygd har nogenlunde samme betydning som i Norge. Glesbygd er den svenske betegnelse for tyndt befolkede (glesa) områder.
I middelalderen blev bygd også brugt som en betegnelse for større kulturgeografiske områder i Nord- og Vestjylland. Således hed Vendsyssels ting i Hjørring Vendelbo Bygdeting, Thysyssels ting i Thisted hed Thybo Bygdeting og Hardsyssels ting i Holstebro hed Harbo Bygdeting.
I nyere tid har bygd haft to uens betydninger:
1. en ældre bebyggelsesbeskrivende betydning, og
2. en moderne levevilkårsbeskrivende eller økologisk betydning.

## Bygd i ældre forskning
Den ældre brug af bygdebegrebet er afledt af dets oprindelige, bebyggelsesområde-beskrivende betydning.
Ordet bygd blev genoptaget i sproget omkring århundredeskiftet (1900) som betegnelse for større, sammenhængende og i forhold til omverdenen forholdsvis velafgrænsede bebyggelsessamlinger. Det var især arkæologerne, der tog begrebet i anvendelse. Først ude var Sophus Müller, der i afhandlingen "Vej og Bygd i Sten- og Bronzealderen" fra 1904 forsøgte at udskille forhistoriske bygder som sådanne områder, hvor sporene efter menneskelig tilværelse var hyppigst og/eller tættest. Ud fra samme tankegang foretog Vilhelm la Cour først i en afhandling i Aarbøger for nordisk Oldkyndighed og Historie i 1916 og siden i disputatsen "Sjællands ældste Bygder" fra 1927 forsøg på at kortlægge henholdsvis stednavneendelser og arkæologiske fund for derved at udskille forhistoriske bygder. Metoden blev siden fastholdt især inden for stednavneforskningen som en måde til at fremstille den forhistoriske bebyggelse på og i særdeleshed til at udpege formodede befolkningsrige og bebyggelsestætte bygder, der formodedes at være indbyrdes adskilte af mere eller mindre befolknings- og bebyggelsestomme grænseområder – til trods for, at det snart viste sig, at udfaldet af sådanne undersøgelser var behæftede med usikkerhed så snart, man inddrog andre fundgrupper.

### Bygden som grundlag for sysler og herreder
Med omtrent samme forudsætninger foretog historikeren Aksel E. Christensen en analyse af bygdebegrebet. På grundlag af især love fra ældre middelalder mente han at kunne påvise, at bygdebegrebet synes af have omtrent samme betydning som syslet og mere nøjagtigt, at
"sysseltinget er en omstøbning eller en videreførelse af et gammelt bygdeting, der har været centrum i et fra gammel tid afsluttet bosættelsesomraade, en bygd."
Yderligere mente han – måske inspireret fra tysk forskning – at:
"sådanne bygdestammer har i flere tilfælde udgjort, hvad man da kaldte et folk (arveord) eller et tjod (et forsvundet ord, der maaske bedst kan gengives ved stammefolk; jfr. Svitjod, dvs. sveernes tjod, Sverige), hvad enten den dækkede et folk eller et tjod, har haft fælles mødeplads, kaldet ting (arveord). Det gælder ikke blot charuder og kimbrer, der har givet navn til Hardsyssel og Himmersyssel, men ogsaa de øvrige nordjyske sysler: Vendler i Vendsyssel, Aabo syssel, der egentlig er " aaboernes syssel", Ommer = Omungernes syssel og Salling = Sallingboernes syssel, mens Thy (ældre form Thyuth) er identisk med selve ordet tjod. For de sydlige sysler har navngivningen en anden karakter."
Inspireret af stednavneforskernes kortlægning mente han at kunne se "kontinuiteten fra oldtidsbygd til herred" på Fyn, "hvor Erling Albrectsens kort fra 1951 i det væsentlige bekræfter H. V. Clausens gamle bygdekort ud fra stednavnenes kronologiske lagdeling", og han slutter sine overvejelser på denne måde:
"Der kan saaledes næppe være tvivl om, at der forud for de middelalderlige syssel- og herredsting har eksisteret andre folkelige tingfællesskaber i de selvgroede bygder, og at disse bygdeting paa maalhøjene har strakt sig langt tilbage i den hedenske oldtid."
Yderligere menes kontinuitet (ubrudt fortsættelse) fra oldtidsbygd til herredsinddeling godtgjort ved, at udpegede bygder udgjorde en herredskerne adskilt fra naboherreder ved større eller mindre skovstrækninger. Noget sådant menes set på Fyn, hvor dog Gudme og Sunds herreder på Sydøstfyn kun var svagt bebyggede i oldtiden, for Sjællands vedkommende tegnes et lignende billede for Strø, Lynge, Horns, Ods, Løve, Merløse, Flakkebjerg, Hammer, Baarse, Stevns og Bjæverskov herreder, mens grænserne er mere udviskede for Ars, Løve og Slagelse herreder i vest, Alsted, Tybjerg og Ringsted herreder på Midtsjælland og endelig "Heden" mellem Roskilde og København tegner sig som et sammenhængende område, en "storbygd", der efterfølgende er opdelt i mindre herreder. For Skånes vedkommende "er det ikke muligt at konstatere oprindelige bygdekærner indenfor herredsgrænserne" og betegnes som "konstruerede", opståede ved en deling af gamle bygder, der var for store til at udgøre et enkelt herred, mens herrederne i Halland siges at have "bygdenavne" og herreder i Blekinge ses som en enkel tredeling. For Jyllands vedkommende opfattes bygderne som værende større end på øerne, snarere svarende til hele og halve sysler, og herredsdelingen synes "konstrueret" senere.
Aksel E. Christensens fortolkning har også fundet vej til nyere Danmarkshistoriske fremstillinger, således "Gyldendal og Politikens Danmarkshistorie" fra 1988, hvori det blandt andet hedder:
"Landsbyer og gårde dannede tilsammen større enheder, bygder, som ofte havde naturlige grænser, især kyster og åer. Nogle af bygdenavnene lever videre i syssel- og herredsnavne. Således er Åbosyssel opkaldt efter de folk der boede ved Gudenåen, som danner dette syssels vestgrænse, mens Vendsyssel, som oprindeligt hed Wændel eller Vændlæ, indeholder navnet på det folkefærd der levede ved Limfjorden. Indbyggerne i en anden bygd i Limfjordsegnen gav navn til Vandfuld Herred vest for Lemvig, som første gang nævnes 1231 som Wændlefolkhæreth. Lignende bygdenavne forekommer overalt i Danmark.
Det er sandsynligt, at disse bygders frie indbyggere i vid udstrækning styrede deres egne anliggender og regelmæssigt mødtes på tinge for at afgøre tvistigheder og arvesager. ...Det er også troligt at indvånerne i disse bygder stod under en eller anden form for øvrighed."

## Bygd i moderne forskning
Siden 1980 har begrebet bygd imidlertid tillige vundet plads i forskningen som betegnelse for uens landskaber og heraf betingede kulturmiljøer. I landskabelig henseende skelnes mellem:
- agerbygder,
- skovbygder,
- hedebygder,
- kystbygder og
- marskbygder.

For hver af disse landskabstyper (eller om man vil: økotyper) gælder det, at de særlige naturgivne vilkår anses at have påvirket bebyggelsens størrelse og tilpasning til livsbetingelserne. For hver af dem kan der således udskilles særegne træk, der indbyrdes adskiller dem.

### Bygdebegrebet og andre landskabsinddelinger
Selve tanken om at inddele landskabet i delområder er ikke ny: dette er for længst gjort af eksempelvis biologer i form af inddeling i plantesamfund, af geologer dels med hensyn til undergrund dels med hensyn til terrænets dannelsesforhold og jordbundsforhold, og af geografer med hensyn til fordelingsmønstre for afgrøder og husdyrhold. For at det nye bygdebegreb skulle have værdi, skulle det opfylde mindst to krav:
1. det skulle adskille sig fra andre inddelinger,
2. det skulle have en brugelighedsværdi, det vil sige være (bedre) egnet til at forklare andre forhold, især bebyggelsesforhold og uligheder i landbrugets driftsformer.[15]

Det er klart, at de biologiske og geologiske opdelinger var lavet for at tilgodese disse fagområders særlige behov. Omvendt havde hverken arkæologer eller geografer indtil 1980 udviklet egne tilpassede landskabsinddelinger. Arkæologerne havde nøjes med enten at konstatere den forhistoriske bebyggelses fordeling eller – når det gik højt – at sætte disse i forhold til jordbundsforholdene og kunne herved gøre væsentlige iagttagelser blandt andet om en omflytning fra "lettere" (mere sandede) jorder til "tungere" (mere lerede) jorder fra i ældre jernalder. Naturgeograferne havde ganske overtaget geologernes landskabsinddeling, mens kulturgeografernes virksomhed samlede sig om at lave:
- dels mikroundersøgelser af de enkelte bebyggelsers (landsbyers) tilpasning til terrænet[19],
- dels landsdækkende undersøgelser, hvor forholdene opløftes uden at sammenholde med de terrængivne forhold.

Det er kendetegnende for kulturgeografien, at det første forsøg på at udvikle en egentlig kulturgeografisk inddeling af landet blev lavet af Aage H. Kampp og tog udgangspunkt i erkendelsen af uligheder i fordelingen af dyrkede afgrøder og husdyrhold hvilende på statistiske opgørelser fra midten af det 20. århundrede opgjorte sognevis. Dette førte til en inddeling af landet i 9 såkaldte "landbrugsgeografiske regioner", hvoraf to – det landbrugsgeografiske Østdanmark og det landbrugsgeografiske Vestjylland – stort set svarede til en deling mellem agerbygd og hedebygd, mens fremgangsmåden ikke formåede at udskille skovområder eller kystområder, men til gengæld udskilte særlige historisk betingede forhold for Sønderjyllands og hovedstadens byspredning for Nordsjællands vedkommende som særlige områder. En svaghed ved fremgangsmåden var tillige ret store "jyske overgangsområder".

### Kriterier for bygdebegrebet
Da det nye bygdebegreb blev opkastet, skete det hovedkulds og uden et entydigt indhold. Selve idéen fængede imidlertid og bibragte tiltag for at give bygdebegrebet et fastere indhold. Som udgangspunkt herfor er taget en beskrivelse af kulturlandskabet, som denne tog sig ud inden landboreformerne, herunder især følgende forhold:
- agerlandets andel af jorden omkring 1800,
- skovarealets andel af jorden omkring 1800,
- lynghedens andel af jorden omkring 1800,
- opdyrkningsgraden i 1682,
- fordelingen af dyrkningsmåder i 1682-83,
- jordens værdiansættelse (hektar pr. tønde hartkorn) i 1688 og 1844,
- sognenes arealmæssige størrelse i 1844,
- antal bøndergårde pr. 1000 ha i 1682,
- bøndergårdenes gennemsnitlige størrelse i 1688,
- samlede antal huse og husmandssteder pr. gård i 1682,
- bebyggelsestætheden (antal gårde, husmandssteder og huse pr. 1000 ha) i 1682,
- tilstedeværelse af landsbyer med mindst 20 gårde i 1682,
- andel af enestegårde i 1682,
- hovedgårdenes hartkorn i 1688,
- købstædernes og middelalderborgenes fordeling,
- antallet af fiskere i 1885,
- afgrænsning ud mod havkyst.

På grundlag af disse forhold udpegedes herefter 5 bygdetyper, der lod sig beskrive ved opfyldelse (eller ikke-opfyldelse) af nogle krav til de undersøgte emner (se nedenfor).

### Hvad viser bygdeinddelingen
Det nyskabte bygdebegreb skulle for at have størst mulig brugsværdi som analyseredskab og referenceramme kunne belyse fire forhold:
1. de naturgivne forudsætninger: jordoverfladens bakkethed og hældninger, de hydrologiske forhold samt de klimatiske forhold,
2. bestemmelse af de brugsværdier eller ressourcer, som landskabet kunne tilbyde sin bruger: adgang til ferskvand, dyrkningsbart areal, græsningsmuligheder for husdyrene, brændsel, byggematerialer, gærdselsmaterialer, fiskemuligheder og så videre,
3. bebyggelsens fordeling og indretning som større, samlede eller spredt bebyggelse,
4. besiddelsesforhold og godsstrukturer.[22]

Det ligger som et underforstået forhold, at de enkelte forhold var indbyrdes forbundne, og ligeledes, at deres indbyrdes forhold var således, at de mere eller mindre entydigt udøvede indflydelse på hinanden i den angivne rangorden.

### Bygdetyperne

#### Agerbygder
Agerbygderne kendetegnedes ved højt hartkorn i forhold til arealet og stor opdyrkningsgrad (over 31% af jorden). Landskabet overvejende morænesletter med lerbund. Landsbyerne var forholdsvis store, med store gårde, herregårde og forholdsvis mange jordløse huse.

#### Skovbygder
Skovbygderne kendetegnedes ved forholdsvis megen skov (mindst 25% af jorden), der påvirkede driftsforhold og binæringer. Kuperet terræn, blandet jordbund (ler og sand), med enkeltgårde og små landsbyer, forholdsvis små gårde, herregårde i tilknytning til skove, mange huse med jord.

#### Hedebygder
Hedebygder kendetegnedes ved forholdsvis megen hede (mindst 35% af jorden), hvilket påvirkede driftsforholdene. Landskabeligt hedeslette eller bakkeø, sandet jord, vådbundsarealer (kær og moser), med mange enkeltgårde, små landsbyer, små gårde, få og ret små herregårde, mange huse med jord.

#### Kystbygder
Kystbygder udgjordes af de kystnære ejerlav, hvor udnyttelse af havet ved binæringer (fiskeri, skibsfart) spillede en rolle. Landskabet mangesidigt (morænelandskab, hævet havbund eller klit), mange købstæder, store landsbyer og fiskerlejer, små gårde og fiskerhuse, mange hovedgårde.

#### Marskbygder
Marskbygden kendetegnedes ved et næsten fravær af egentlige landsbyer; enkeltgårde på ophøjede verfter spillede her en hovedrolle.